# Monobolodes ustimacula
Monobolodes ustimacula är en fjärilsart som beskrevs av W. Warren 1903. Monobolodes ustimacula ingår i släktet Monobolodes och familjen Uraniidae. Inga underarter finns listade i Catalogue of Life.